# Элиассен, Петтер
Петтер Элиассен (норв. Petter Eliassen; род. 1 декабря 1985, Норвегия) — норвежский лыжник, призёр этапа Кубка мира. Специализируется в дистанционных гонках.

## Карьера
В Кубке мира Элиассен дебютировал 14 марта 2009 года, в марте 2010 года единственный раз попал в тройку лучших на этапе Кубка мира, в эстафете. Кроме этого на сегодняшний день имеет на своём счету 5 попаданий в десятку лучших на этапах Кубка мира, 1 в командных гонках и 4 в личных. Лучшим достижением Элиассена в общем итоговом зачёте Кубка мира является 57-е место в сезоне 2011/12.
За свою карьеру принимал участие в одном чемпионате мира, на чемпионате мира 2011 года в Хольменколлене занял 15-е место в гонке на 15 км классическим стилем и 11-е место в масс-старте на 50 км свободным стилем.
Использует лыжи производства фирмы Fischer.